# Possibilisme (politique)
Pour les articles homonymes, voir Possibilisme.

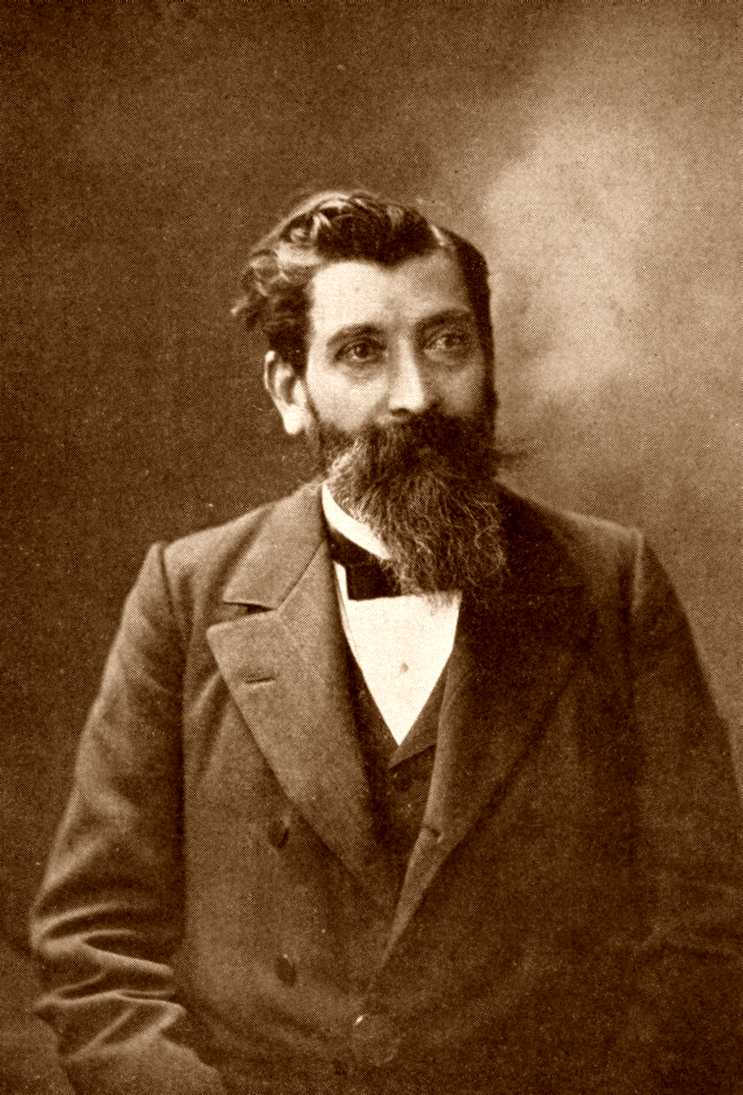
Le fondateur du possibilisme, Paul Brousse, dans les années 1890

Le possibilisme ou broussisme est le nom donné au socialisme réformiste de Paul Brousse dans les années 1880-1900.
Une structure socialiste unitaire est créée en 1878 : la Fédération du Parti des travailleurs socialistes de France (FPTSF). Mais les congrès de 1880 et 1881 voient s'affirmer la désunion des socialistes. Lors de la séparation au congrès Saint-Étienne en 1882, Jules Guesde propose le vote du programme « minimal » (partiellement rédigé par Marx). La vision de Paul Brousse est différente :
Il s’agit de fractionner le but en plusieurs étapes pour le rendre possible. Le municipalisme est la base du mouvement possibiliste, c'est ce qui correspond à la vision communiste de Marx. Jusqu'en 1890, la Fédération des travailleurs socialistes étend son influence vers les pays de la Loire, mais elle subit une scission avec les Allemanistes. Cette érosion est due à l'évolution politique : les possibilistes sont désormais devenus républicains. La FTSF regroupe les artisans et les professions libérales.

## Définition de Fresnette Pisani-Ferry
« La Fédération des travailleurs socialistes de France est le plus ancien et, avec 30 000 adhérents à Paris, le plus important groupement ouvrier. On l'appelle communément "parti possibiliste" car ses dirigeants pensent parvenir au communisme sans révolution par le simple bulletin de vote. »

— Fresnette Pisani-Ferry, Le général Boulanger, Paris, Flammarion, 1969, p. 128.